# درة قلعة (آبجدان)
درة قلعة (بالفارسية: دره قلعه) هي منطقة سكنية تقع في إيران في قسم آبجدان الريفي. يقدر عدد سكانها بـ 31 نسمة .